# Progomphus basalis
Progomphus basalis är en trollsländeart som beskrevs av Belle 1994. Progomphus basalis ingår i släktet Progomphus och familjen flodtrollsländor. Inga underarter finns listade i Catalogue of Life.